# آب‌انبار مقیم
آب‌انبارمقیم مربوط به ۹۵۱ ه.ق است و در میبد، فیروز آباد، محله مقیم واقع شده و این اثر در تاریخ ۴ خرداد ۱۳۸۴ با شمارهٔ ثبت ۱۱۷۷۷ به‌عنوان یکی از آثار ملی ایران به ثبت رسیده است.